# Ich hab mich ergeben
Ich hab mich ergeben ist ein 1820 von Hans Ferdinand Maßmann gedichtetes und unter dem Titel Gelübde veröffentlichtes patriotisches Volks- und Studentenlied.

## Text

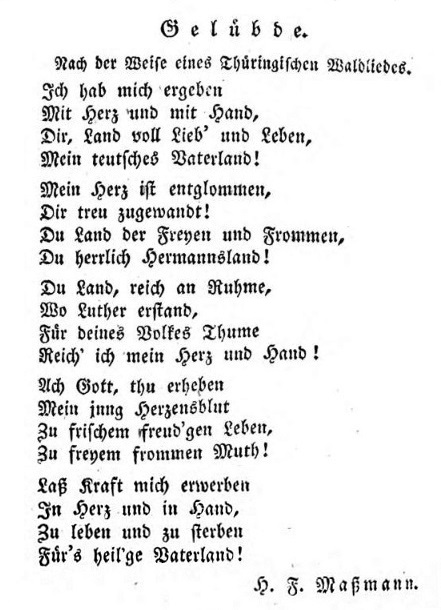
Ich hab mich ergeben, Druckfassung 1823

Das Lied besingt die patriotische Hingabe des lyrischen Ichs zu Deutschland als einem Land „voller Liebe und Leben“ und besingt die Ursprünge Deutschlands, der (gedruckten) deutschen Sprache und des Protestantismus. 
| 1. Ich hab mich ergeben mit Herz und mit Hand dir, Land voll Lieb’ und Leben, mein deutsches Vaterland! 2. Mein Herz ist entglommen, dir treu zugewandt, du Land der Frei’n und Frommen, du herrlich Hermannsland! 3. Du Land, reich an Ruhme, wo Luther erstand, für deines Volkes Tume reich ich mein Herz und Hand! | 4. Will halten und glauben an Gott fromm und frei, will, Vaterland, dir bleiben auf ewig fest und treu. 5. Ach Gott, tu erheben mein jung Herzensblut zu frischem freud’gen Leben, zu freiem frommen Mut! 6. Lass Kraft mich erwerben in Herz und in Hand, zu leben und zu sterben fürs heil’ge Vaterland! |

Die dritte Strophe wird häufig ausgelassen, so auch im Allgemeinen Deutschen Kommersbuch. Der Grund dürfte das konfessionelle Bekenntnis zu Martin Luther sein, aber auch die dritte Zeile, wo das Wort Volkstum in die schon seit mittelhochdeutscher Zeit nicht mehr selbständigen Bestandteile „deines Volkes Tume“ zerlegt wird, zudem in der Dativform statt des von der Präposition verlangten Akkusativs.

## Melodie
Das Lied verwendet in etwas abgewandelter Form die „Thüringer Volksweise“, die August Daniel von Binzer seinem 1819 gedichteten burschenschaftlichen Lied Wir hatten gebauet ein stattliches Haus zugrunde legte. Sie wurde auch von Johannes Brahms als Leitmotiv in seiner Akademischen Festouvertüre verwendet.

## Verwendung als Hymne und in anderen Zusammenhängen
Im Deutschland der Nachkriegszeit wurde das Lied verschiedentlich anstelle einer deutschen Nationalhymne eingesetzt. Nach 1945 wurde es von den westdeutschen Rundfunkanstalten zum Sendeschluss gespielt. Bei der Verkündung des Grundgesetzes am 23. Mai 1949 sowie bei der konstituierenden Sitzung des ersten Bundestages am 7. September 1949 wurde das Lied gesungen. Das Lied der Deutschen wurde erst 1952 als deutsche Nationalhymne bestimmt.
Der 1962 gegründete Deutschlandfunk verwendete die fünfte Melodiezeile („dir, Land voll Lieb’ und Leben“) als Pausenzeichen. In den Zeiten des Kalten Krieges wollte der Deutschlandfunk zum Schutz seiner Hörer in Ostblockländern bewusst auf das Abspielen der Nationalhymne verzichten, so dass das Pausenzeichen erneut gleichsam die Dienste einer Ersatzhymne leistete.
Die Nationalhymne der Föderierten Staaten von Mikronesien Patriots of Micronesia verwendet die gleiche Melodie. Ihr englischer Text ist eng an den von Ich hab mich ergeben angelehnt. Deutschland unterhielt dort von 1899 bis 1914 eine Kolonialpräsenz.